# Спасское (Корсаковский район)
Спасское — село в Нечаевском сельском поселении Корсаковского района Орловской области России.

## География
Деревня расположено в 93 км на северо-восток от Орла, на берегу реки Раковка.

## Население
| 1857 | 1859 | 2010 |
| ---- | ---- | ---- |
| 532  | ↗580 | ↘0   |

## Примечание
1. 1 2  Всероссийская перепись населения 2010 года. 7. Численность населения городских округов, муниципальных районов, городских и сельских поселен
2. ↑  Города и селения Тульской губернии в 1857 году. На основании приходских списков Тульской епархии — СПб.: Санкт-Петербургская академия наук, 1858.
3. ↑  Списки населённых мест Российской империи по сведениям 1859—1862 гг. Тульская губерния — СПб.: Центральный статистический комитет, 1862.

## Ссылка
- Сайт Корсаково-ИНФО